# Panha 2091
Panha 2091 är en attackhelikopter i det iranska flygvapnet som utgörs av modifierade amerikanska AH-1 Cobra inköpta före den Iranska revolutionen 1979. Panha är företaget som har modifierat helikoptrarna och 2091 är projektnumret.